# 兵庫県立芸術文化センター
1. 各ホール内観（ステージ側）
2. 各ホール内観（客席側） 等

兵庫県立芸術文化センター（ひょうごけんりつげいじゅつぶんかセンター、Hyogo Performing Arts Center）は、兵庫県西宮市にあるホール・劇場。 
館長は齊藤元彦兵庫県知事。

## 概要
兵庫県立芸術文化センターは、2005年10月22日に開業した、大ホール・中ホール・小ホールその他から成る兵庫県立の文化施設である。
芸術監督を指揮者の佐渡裕が務める。
専属オーケストラとして「兵庫芸術文化センター管弦楽団」がある。

## 歴史
- 2002年10月 - 着工。
- 2005年10月22日 - オープン[1]
- 2006年1月9日 - 公演入場者数10万人達成（オープンから100日目）
- 2007年1月14日 - 公演入場者数50万人達成（オープンから450日目）
- 2008年10月1日 - ネーミングライツ売却で、大ホールがKOBELCO 大ホール、小ホールが神戸女学院 小ホールに。
- 2009年3月1日 - ネーミングライツ売却で、中ホールが阪急 中ホールに。

## 施設
- 大ホール：2000席 - 4面舞台を持つ歌劇場としても利用可能[2]
- 中ホール：800席
- 小ホール：417席
- リハーサル室
- 練習室
- 楽団ゾーン
- レストラン

ピアノはホールの大きさや音色を考慮して数台設置されている。内訳はスタインウェイ・アンド・サンズ3台、ベーゼンドルファー・モデル290 1台、ヤマハ1台の合計5台。それぞれ、スタニスラフ・ブーニンが選定した。
3つのホールは、ネーミングライツを売却している。
2008年9月10日に、大ホールと小ホールのネーミングライツスポンサーが決まり、大ホールは神戸製鋼所が取得し、愛称はKOBELCO 大ホールに、小ホールは学校法人神戸女学院が取得し、愛称は神戸女学院 小ホールとなった。2009年2月には阪急電鉄が中ホールのネーミングライツを取得し、愛称は阪急 中ホールとなった。当初、各ホールのネーミングライツスポンサー契約はいずれも2011年3月31日までであったが、その後3年毎に更新され、2020年からも継続する予定である。

## 施設概要
- 竣工日 - 2005年5月31日[1]
- 敷地面積 - 13,227m2
- 延床面積 - 33,144.92m2
- 建築面積 - 10,530.53m2
- 階数 - 地上6階、地下1階、塔屋1階
- 構造 - 鉄骨鉄筋コンクリート造、鉄筋コンクリート造（一部 鉄骨造、プレキャストプレストレスコンクリート造）
- 建築主 - 兵庫県
- 設計者 - 兵庫県県土整備部まちづくり局営繕課・設備課、日建設計
- 施工者 - 大成建設、奥村組、淺沼組、森組、新井組、柄谷工務店
- 音響設計 - 永田音響設計事務所
- 受賞 - BCS賞、公共建築賞
- 備考 - 高松公園を敷地としている。

## 交通アクセス
- 阪急神戸線 西宮北口駅 徒歩2分（デッキから直結）
- JR神戸線 西宮駅 徒歩15分